# Lista de prefeitos de Bragança Paulista
Esta é a lista de prefeitos de Bragança Paulista, município brasileiro do estado de São Paulo.
Esta lista compreende todas as pessoas que tomaram posse definitiva da chefia do executivo municipal em Bragança Paulista e exerceram o cargo como prefeitos titulares, além de prefeitos eleitos cuja posse foi em algum momento prevista pela legislação vigente. Prefeitos em exercício que substituíram temporariamente o titular não são considerados para a numeração mas estão citados em notas, quando aplicável.
O cargo foi inaugurado em 1890 com nomeação de Intendente Municipal, nomeado pelo Governador do estado, a partir de 1930 a nomenclatura de prefeito começou a ser usada.
Durante a Era Vargas, houve o predomínio de prefeitos nomeados pelo governo provisório, interventores federais, ou governadores militares. Mesmo com o fim do Estado Novo em 1945, a política de nomeação continuou até 1953, quando se deram as primeiras eleições paulistanas por sufrágio universal: retirava-se São Paulo da lista de "bases ou portos militares de excepcional importância para defesa externa do País" presentes na lei nº 121 de 22 de outubro de 1947, e, assim, anulava-se a impossibilidade constitucional do voto popular.

## Prefeitos, intendentes e interventores (1890-atual)[2]
| Nº                                                             | Nome                            | Imagem                            | Partido                                      | Vice-prefeito                                                  | Início do mandato       | Fim do mandato                                                                           | Observações                                                                            |
| Primeira República (1889-1930)                                 |                                 |                                   |                                              |                                                                |                         |                                                                                          |                                                                                        |
| 1                                                              | Satiro Zotico                   |                                   | Partido Republicano Paulista PRP             | —                                                              | 23 de junho de 1890     | 15 de junho de 1892                                                                      | Intendente nomeado pelo Governador                                                     |
| 2                                                              | Daniel Silveira de Vasconcellos |                                   | Partido Republicano Paulista PRP             | —                                                              | 16 de junho de 1892     | 4 de julho de 1893                                                                       | Intendente nomeado pelo Governador                                                     |
| 3                                                              | Vicente Guilherme               |                                   | Partido Republicano Paulista PRP             | —                                                              | 5 de julho de 1893      | 26 de fevereiro de 1895                                                                  | Intendente nomeado pelo Governador                                                     |
| 4                                                              | Daniel Silveira de Vasconcellos |                                   | Partido Republicano Paulista PRP             | —                                                              | 27 de fevereiro de 1895 | 31 de outubro de 1896                                                                    | Intendente nomeado pelo Governador                                                     |
| 5                                                              | Joaquim Roberto Carvalho Pinto  |                                   | Partido Republicano Paulista PRP             | —                                                              | 1° de novembro de 1896  | 25 de julho de 1898                                                                      | Intendente nomeado pelo Governador                                                     |
| 6                                                              | Carlos Zacaria de Almeida       |                                   | Partido Republicano Paulista PRP             | —                                                              | 26 de julho de 1898     | 18 de junho de 1899                                                                      | Intendente nomeado pelo Governador                                                     |
| 7                                                              | Benedito Rodrigues Moreira      |                                   | Partido Republicano Paulista PRP             | —                                                              | 19 de junho de 1899     | 21 de junho de 1907                                                                      | Intendente nomeado pelo Governador                                                     |
| 8                                                              | Basílio Ribeiro da Costa        |                                   | Partido Republicano Paulista PRP             | —                                                              | 22 de junho de 1907     | 8 de dezembro de 1908                                                                    | Intendente nomeado pelo Governador                                                     |
| 9                                                              | Ernesto de Assis Gonçalves      |                                   | Partido Republicano Paulista PRP             | —                                                              | 9 de dezembro de 1908   | 31 de dezembro de 1908                                                                   | Intendente nomeado pelo Governador                                                     |
| 10                                                             | Basílio Ribeiro da Costa        |                                   | Partido Republicano Paulista PRP             | —                                                              | 1º de janeiro de 1909   | 15 de fevereiro de 1909                                                                  | Intendente nomeado pelo Governador                                                     |
| 11                                                             | Aristide Resende                |                                   | Partido Republicano Paulista PRP             | —                                                              | 16 de fevereiro de 1909 | 10 de julho de 1911                                                                      | Intendente nomeado pelo Governador                                                     |
| 12                                                             | Jacinto Rodrigues de Oliveira   |                                   | Partido Republicano Paulista PRP             | —                                                              | 11 de julho de 1911     | 19 de junho de 1914                                                                      | Intendente nomeado pelo Governador                                                     |
| 13                                                             | Basílio Ribeiro da Costa        |                                   | Partido Republicano Paulista PRP             | —                                                              | 20 de junho de 1914     | 13 de julho de 1920                                                                      | Intendente nomeado pelo Governador                                                     |
| 14                                                             | Valencio do Prado               |                                   | Partido Republicano Paulista PRP             | —                                                              | 14 de julho de 1920     | 28 de janeiro de 1926                                                                    | Intendente nomeado pelo Governador                                                     |
| 15                                                             | Basílio Ribeiro da Costa        |                                   | Partido Republicano Paulista PRP             | —                                                              | 29 de janeiro de 1926   | 17 de agosto de 1930                                                                     | Intendente nomeado pelo Governador                                                     |
| 16                                                             | Benedito Rodrigues Moreira      |                                   | Partido Republicano Paulista PRP             | —                                                              | 18 de agosto de 1930    | 12 de janeiro de 1931                                                                    | Prefeito nomeado pelo Governador                                                       |
| Era Vargas (Segunda República e Terceira República (1930-1945) |                                 |                                   |                                              |                                                                |                         |                                                                                          |                                                                                        |
| 17                                                             | Raul de Aguiar Leme             |                                   | Partido Social Nacionalista PSN              | —                                                              | 13 de janeiro de 1931   | 18 de janeiro de 1933                                                                    | Prefeito nomeado pelo Governador                                                       |
| 18                                                             | Olímpio de Toledo Prado         |                                   | Partido Social Nacionalista PSN              | —                                                              | 19 de janeiro de 1933   | 8 de fevereiro de 1936                                                                   | Prefeito nomeado pelo Governador                                                       |
| 19                                                             | José de Aguiar Leme             |                                   | Partido Progressista PP                      | —                                                              | 9 de fevereiro de 1936  | 10 de fevereiro de 1937                                                                  | Prefeito nomeado pelo Governador                                                       |
| 20                                                             | Luiz Gonzaga de Aguiar Leme     |                                   | União Democrática Brasileira UDB             | —                                                              | 11 de fevereiro de 1937 | 2 de julho de 1942                                                                       | Prefeito nomeado pelo Governador                                                       |
| 21                                                             | José de Aguiar Leme             |                                   | Partido Progressista PP                      | —                                                              | 3 de julho de 1942      | 6 de julho de 1943                                                                       | Prefeito nomeado pelo Governador                                                       |
| 22                                                             | Oswaldo Russomano               |                                   | Partido Progressista PP                      | —                                                              | 7 de julho de 1943      | 15 de maio de 1944                                                                       | Prefeito nomeado pelo Governador                                                       |
| 23                                                             | José de Aguiar Leme             |                                   | Partido Progressista PP                      | —                                                              | 16 de maio de 1944      | 1º de julho de 1944                                                                      | Prefeito nomeado pelo Governador                                                       |
| 24                                                             | José de Assis Gonçalves Jr.     |                                   | Partido Social Democrático PSD               | —                                                              | 2 de julho de 1944      | 19 de maio de 1946                                                                       | Prefeito nomeado pelo Governador                                                       |
| 25                                                             | Marcelo Stefani                 |                                   | Partido Democrata Cristão PDC                | —                                                              | 20 de maio de 1946      | 31 de dezembro de 1946                                                                   | Prefeito nomeado pelo Governador                                                       |
| 26                                                             | Oswaldo Russomano               |                                   | Partido Democrata Cristão PDC                | —                                                              | 1º de janeiro de 1947   | 15 de fevereiro de 1947                                                                  | Prefeito nomeado pelo Governador                                                       |
| 27                                                             | Leôncio Augusto Certain         |                                   | Partido Democrata Cristão PDC                | —                                                              | 16 de fevereiro de 1947 | 23 de março de 1947                                                                      | Prefeito nomeado pelo Governador                                                       |
| 28                                                             | Ismael de Aguiar Leme           |                                   | Partido Social Progressista PSP              | —                                                              | 24 de março de 1947     | 30 de janeiro de 1947                                                                    | Prefeito nomeado pelo Governador                                                       |
| Quarta República Brasileira (1946-1964)                        |                                 |                                   |                                              |                                                                |                         |                                                                                          |                                                                                        |
| 29                                                             | Francisco Samuel Luchesi Filho  |                                   | Partido de Representação Popular PRP         | José Lamartine Cintra                                          | 31 de janeiro de 1948   | 30 de janeiro de 1951                                                                    | Prefeito e vice eleitos em sufrágio universal                                          |
| 30                                                             | Lourenço Quilici                |                                   | Partido Trabalhista Nacional PTN             | Osvaldo Russomano                                              | 31 de janeiro de 1951   | 30 de janeiro de 1956                                                                    | Prefeito e vice eleitos em sufrágio universal                                          |
| 31                                                             | Ismael de Aguiar Leme           |                                   | Partido Social Progressista PSP              | Mauro Baúna Del Roio                                           | 31 de janeiro de 1956   | 30 de janeiro de 1960                                                                    | Prefeito e vice eleitos em sufrágio universal                                          |
| 32                                                             | Ângelo Magrini Lisa             |                                   | Partido Democrata Cristão PDC                | Ciro Piovesan                                                  | 31 de janeiro de 1961   | 30 de janeiro de 1964                                                                    | Prefeito e vice eleitos em sufrágio universal                                          |
| Regime Militar (1964-1985)                                     |                                 |                                   |                                              |                                                                |                         |                                                                                          |                                                                                        |
| 33                                                             | Lourenço Quilici                |                                   | Aliança Renovadora Nacional ARENA            | Zilah Cerdeira                                                 | 31 de janeiro de 1964   | 30 de janeiro de 1969                                                                    | Prefeito e vice eleitos em sufrágio universal                                          |
| 34                                                             | Hafiz Abi Chedid                |                                   | Aliança Renovadora Nacional ARENA            | Mauro Baúna Del Roio                                           | 31 de janeiro de 1969   | 30 de janeiro de 1973                                                                    | Prefeito e vice eleitos em sufrágio universal                                          |
| 35                                                             | José de Lima                    |                                   | Aliança Renovadora Nacional ARENA            | Alberto Diniz                                                  | 31 de janeiro de 1973   | 31 de janeiro de 1977                                                                    | Prefeito e vice eleitos em sufrágio universal                                          |
| 36                                                             | Alberto Diniz                   |                                   | Aliança Renovadora Nacional ARENA            | Pedro da Silva Pinto                                           | 1º de fevereiro de 1977 | 31 de janeiro de 1983                                                                    | Prefeito e vice eleitos em sufrágio universal                                          |
| 37                                                             | José de Lima                    |                                   | Partido Democrático Social PDS               | Ayrton Athanásio                                               | 1º de fevereiro de 1983 | 31 de dezembro de 1988                                                                   | Prefeito e vice eleitos em sufrágio universal                                          |
| Nova República (1985-presente)                                 |                                 |                                   |                                              |                                                                |                         |                                                                                          |                                                                                        |
| 38                                                             | Nicola Cortez                   |                                   | Partido Liberal PL                           | José Ricci                                                     | 1º de janeiro de 1989   | 31 de dezembro de 1992                                                                   | Prefeito e vice eleitos em sufrágio universal                                          |
| 39                                                             | Jesus Chedid                    |                                   | Partido da Frente Liberal PFL                | Benedito Márcio Villaça                                        | 1º de janeiro de 1993   | 31 de dezembro de 1996                                                                   | Prefeito e vice eleitos em sufrágio universal                                          |
| 40                                                             | José de Lima                    |                                   | Partido Progressista Brasileiro PPB          | Jorge Sasahara                                                 | 1º de janeiro de 1997   | 31 de dezembro de 2000                                                                   | Prefeito e vice eleitos em sufrágio universal                                          |
| 41                                                             | Jesus Chedid                    |                                   | Partido da Frente Liberal PFL                | Amauri Sodré da Silva (PFL)                                    | 1º de janeiro de 2001   | 31 de dezembro de 2004                                                                   | Prefeito e vice eleitos em sufrágio universal                                          |
| 41                                                             | Jesus Chedid                    | 1º de janeiro de 2005             | Partido da Frente Liberal PFL                | Amauri Sodré da Silva (PFL)                                    | setembro de 2005        | Prefeito e vice eleitos em sufrágio universal cassados os mandatos por decisão do TRE-SP |                                                                                        |
| 42                                                             | João Afonso Sólis, Jango        |                                   | Partido da Social Democracia Brasileira PSDB | João Carlos Monte Claro Vasconcellos, Joca Vasconcellos (PSDB) | setembro de 2005        | 31 de dezembro de 2008                                                                   | Prefeito e vice eleitos segundos colocados assumiram devido há cassação dos vencedores |
| 42                                                             | João Afonso Sólis, Jango        | Luiz Gonzaga Pires Mathias (PSDB) | Partido da Social Democracia Brasileira PSDB | 1º de janeiro de 2009                                          | 31 de dezembro de 2012  | Prefeito reeleito e vice eleito em sufrágio universal                                    |                                                                                        |
| 43                                                             | Fernão Dias Leme                |                                   | Partido dos Trabalhadores PT                 | Huguette Theodoro da Silva (PTB)                               | 1º de janeiro de 2013   | 31 de dezembro de 2016                                                                   | Prefeito e vice eleitos em sufrágio universal                                          |
| 44                                                             | Jesus Chedid                    |                                   | Democratas DEM                               | Amauri Sodré da Silva (DEM)                                    | 1º de janeiro de 2017   | 2 de junho de 2022                                                                       | Prefeito e vice eleitos em sufrágio universal                                          |
| 45                                                             | Amauri Sodré da Silva           |                                   | União Brasil UNIÃO                           | —                                                              | 3 de junho de 2022      | 31 de dezembro de 2024                                                                   | Vice-prefeito assumiu em decorrência do falecimento do titular.                        |
| 46                                                             | Edmir Chedid                    |                                   | União Brasil UNIÃO                           | Gislene Cristiane Bueno, Gi Borboleta (UNIÃO)                  | 1° de janeiro de 2025   | Atualidade                                                                               | Prefeito e vice eleitos em sufrágio universal                                          |